# 和樂邨
和樂邨（英語：Wo Lok Estate）是香港的一個公共屋邨，位於香港觀塘月華街60號，佔地逾2.9987公頃，鄰近翠屏邨及裕民坊，是屋宇建設委員會興建的10個「廉租屋邨」其中一個，亦是觀塘區內第二早落成及目前最老的公共屋邨，僅次於觀塘花園大廈的1958年。

## 簡介
和樂邨共有11座樓宇，由8座7層及3座舊長型大廈組成，是首個興建新式七層大廈的「屋建會」屋邨，最終只有和樂邨及福來邨建有同類型七層大廈。新安樓及居安樓的地下大堂連接翠屏邨，而屋邨內側設有天橋連接。另外居安樓6樓為香港童軍總會東九龍地域觀塘區、秀茂坪區及鯉魚門區辦事處。
和樂邨入伙時，只有新安樓、居安樓及恆安樓設有升降機，但當時不停靠最頂的兩層及居安樓6樓的非住宅樓層，而其餘八座的七層樓宇則沒有升降機，直至2010-2012年房屋委員會為這些樓宇安裝升降機，亦在2021年為新安樓、居安樓及恆安樓舊有的升降機進行翻新工程。
居安樓有一個特點就是1樓單位走廊只連接後樓梯，亦無升降機及別的樓梯可到，與其半同層的地下大堂並不相連，1樓住戶一般都只會經後樓梯電閘出入，因為只需行約半層樓梯便可，有別於其他住戶經大堂電閘出入，若經地下或3樓大堂往來1樓的話就得要取道2樓或3樓走廊經後樓梯上落才成。另外，恆安樓因地勢問題，沒有車道可直接到達地面層及大廈低層，在公屋大廈中非常罕見。

## 屋邨資料

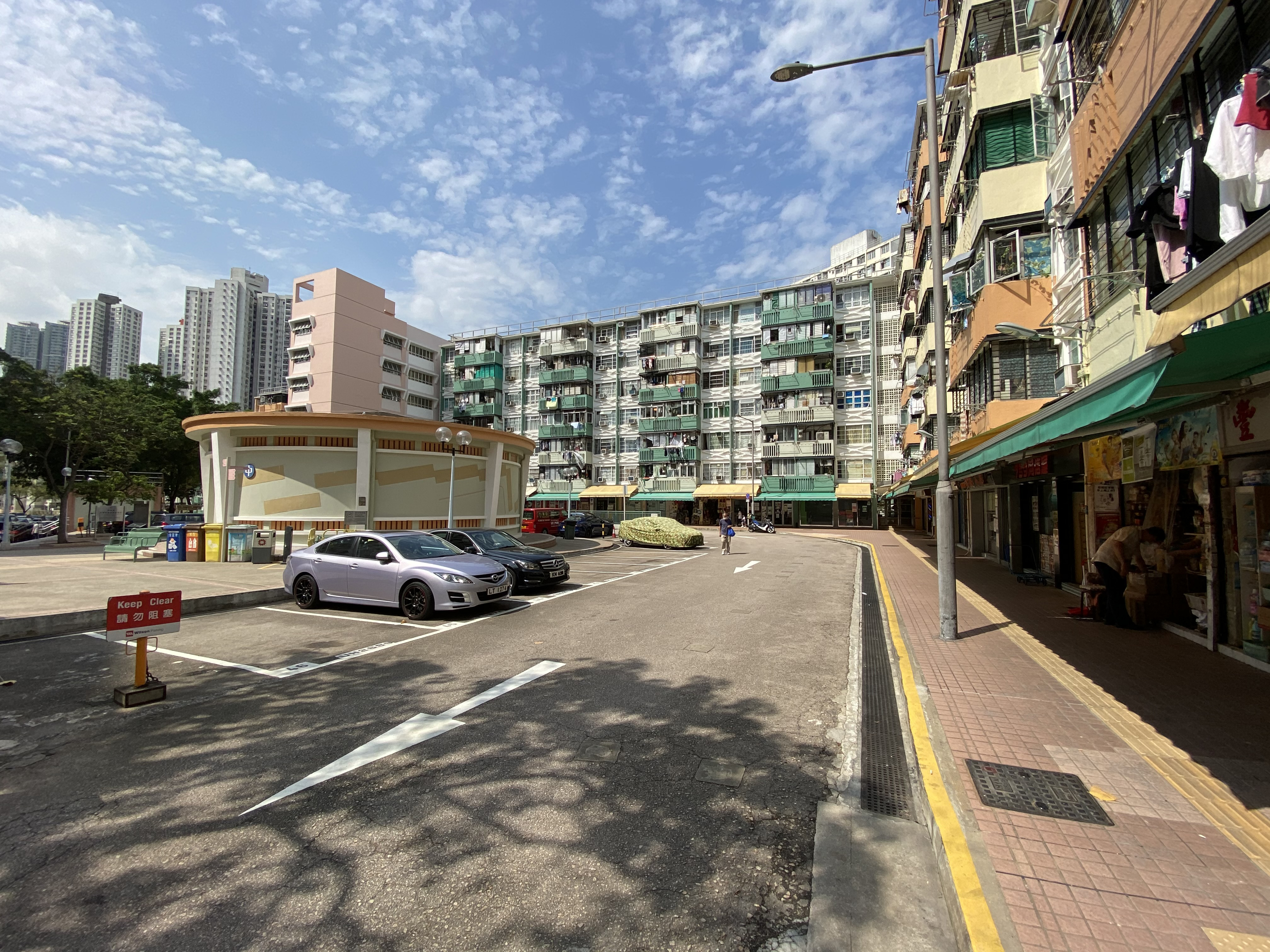
義安樓地舖

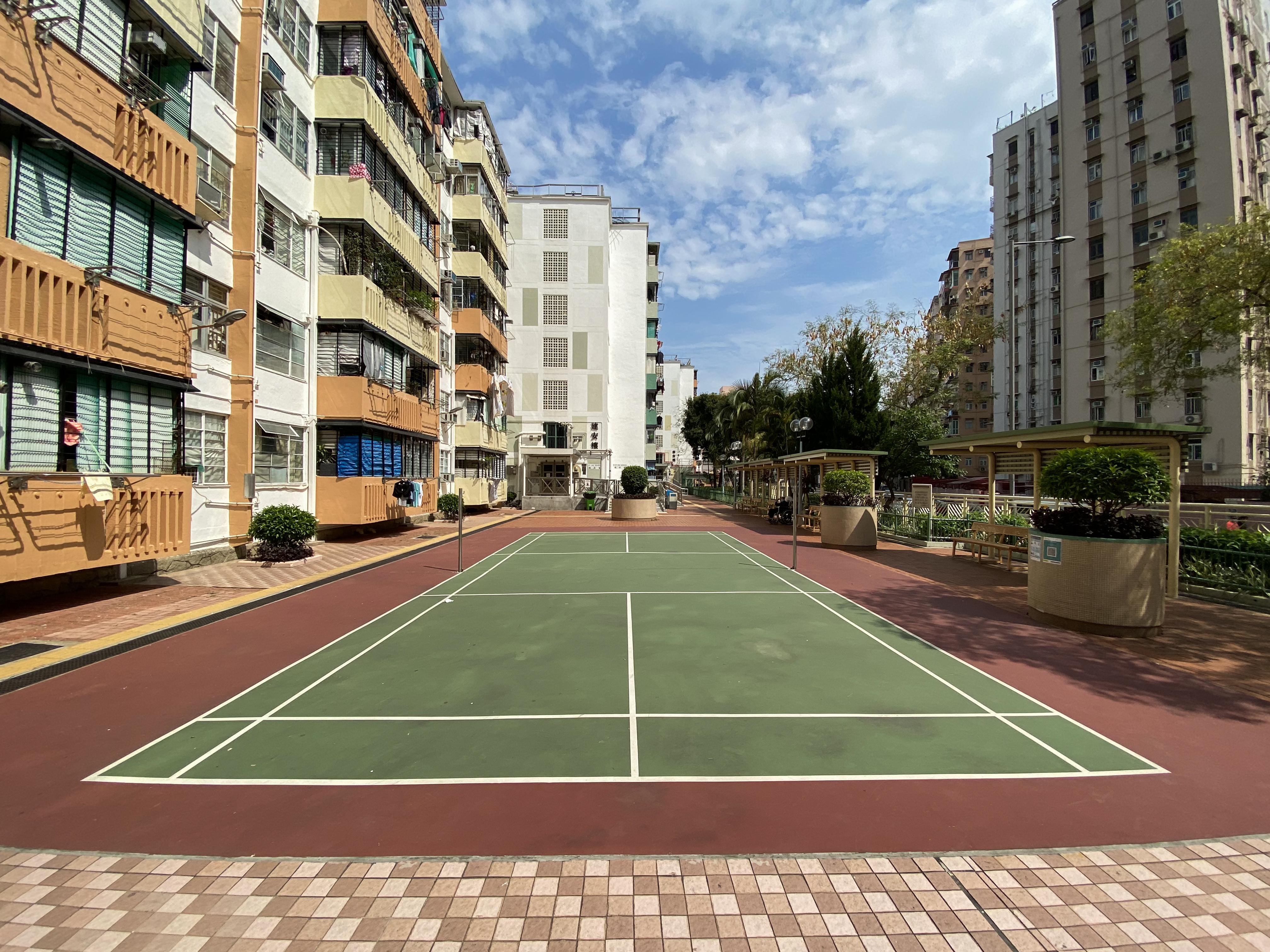
羽毛球場

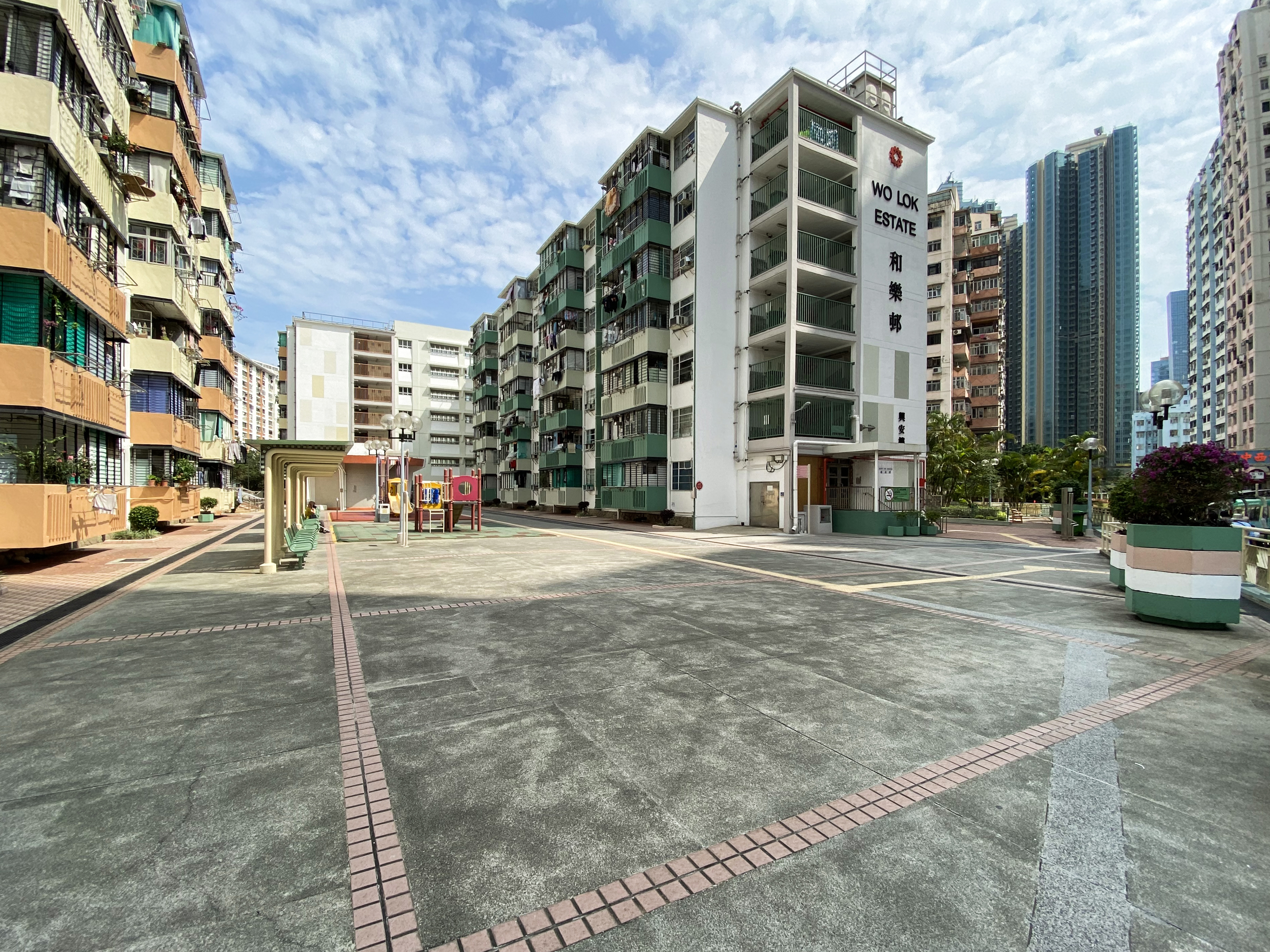
興安樓及長安樓中央設兒童遊樂場

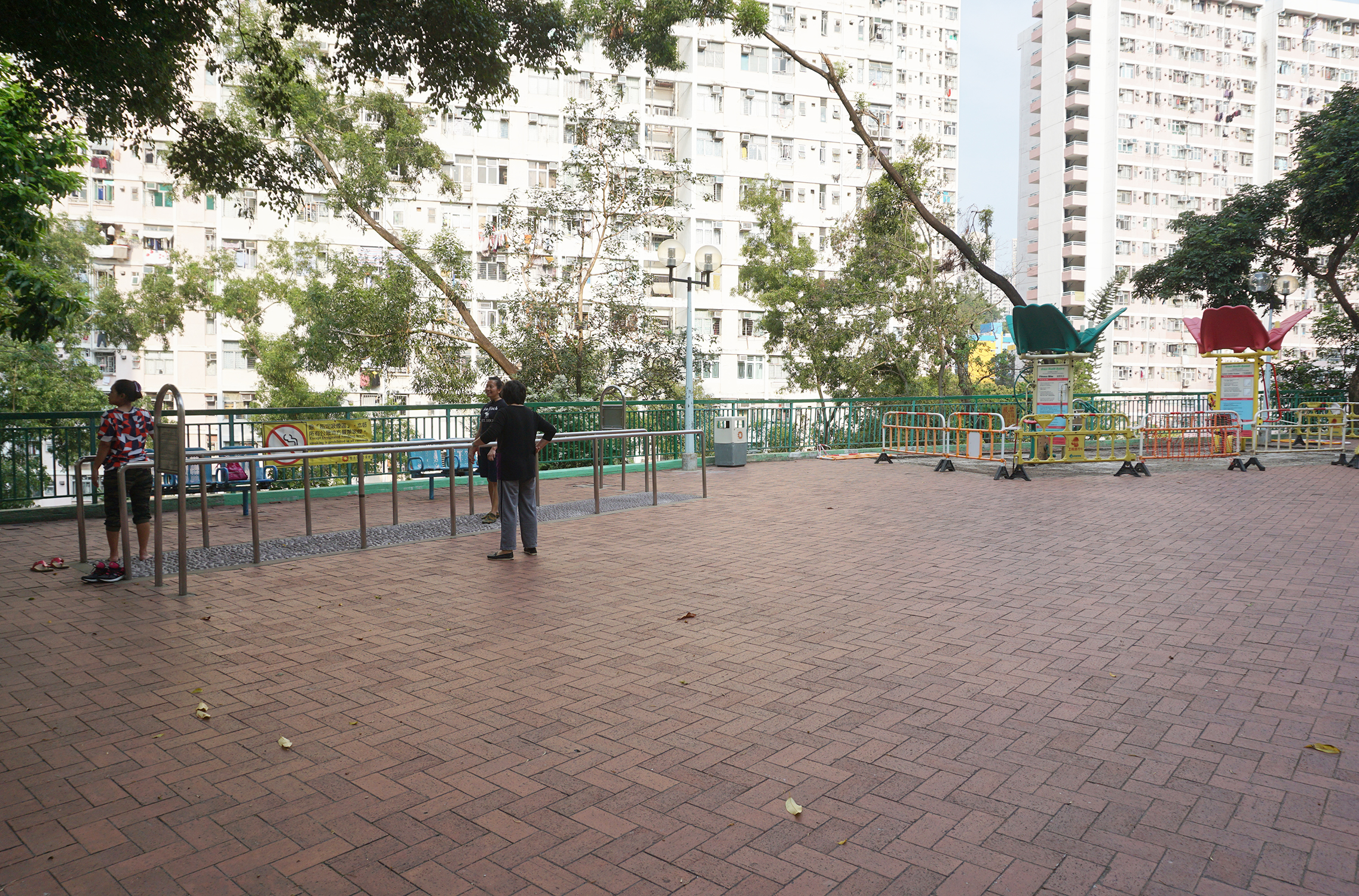
卵石路步行徑及健體區

### 樓宇
| 樓宇名稱（座號） | 樓宇類型                        | 落成年份 | 層數 | 每層伙數                                    | 每座單位總數（伙） | 建築師               | 承建商   | 提供升降機的廠商 （更換前） | 提供升降機的廠商 （更換後）         |
| ---------------- | ------------------------------- | -------- | ---- | ------------------------------------------- | ------------------ | -------------------- | -------- | --------------------------- | ----------------------------------- |
| 建安樓（第4座）  | 舊長型 （中央走廊式，七層樓宇） | 1962年   | 7    | 16                                          | 112                | 屋宇建設委員會建築師 | 有成建築 | （不設升降機）              | 蒂森克虜伯 （2010年至2012年間安裝） |
| 泰安樓（第5座）  | 舊長型 （中央走廊式，七層樓宇） | 1962年   | 7    | 16                                          | 112                | 屋宇建設委員會建築師 | 有成建築 | （不設升降機）              | 蒂森克虜伯 （2010年至2012年間安裝） |
| 平安樓（第6座）  | 舊長型 （中央走廊式，七層樓宇） | 1962年   | 7    | 16                                          | 112                | 屋宇建設委員會建築師 | 有成建築 | （不設升降機）              | 蒂森克虜伯 （2010年至2012年間安裝） |
| 義安樓（第7座）  | 舊長型 （中央走廊式，七層樓宇） | 1962年   | 7    | 16                                          | 112                | 屋宇建設委員會建築師 | 有成建築 | （不設升降機）              | 蒂森克虜伯 （2010年至2012年間安裝） |
| 長安樓（第1座）  | 舊長型 （中央走廊式，七層樓宇） | 1963年   | 7    | 16                                          | 112                | 屋宇建設委員會建築師 | 有成建築 | （不設升降機）              | 蒂森克虜伯 （2010年至2012年間安裝） |
| 興安樓（第2座）  | 舊長型 （中央走廊式，七層樓宇） | 1963年   | 7    | 16                                          | 112                | 屋宇建設委員會建築師 | 有成建築 | （不設升降機）              | 蒂森克虜伯 （2010年至2012年間安裝） |
| 富安樓（第3座）  | 舊長型 （中央走廊式，七層樓宇） | 1963年   | 7    | 16                                          | 112                | 屋宇建設委員會建築師 | 有成建築 | （不設升降機）              | 蒂森克虜伯 （2010年至2012年間安裝） |
| 民安樓（第8座）  | 舊長型 （中央走廊式，七層樓宇） | 1963年   | 7    | 16                                          | 112                | 屋宇建設委員會建築師 | 有成建築 | （不設升降機）              | 蒂森克虜伯 （2010年至2012年間安裝） |
| 新安樓（第9座）  | 舊長型 （中央走廊式）           | 1965年   | 16   | 22                                          | 352                | 屋宇建設委員會建築師 | 有成建築 | 英國通用電氣-快而安         | 蒂森克虏伯 （2021年起更換）         |
| 居安樓（第10座） | 舊長型 （中央走廊式）           | 1965年   | 16   | 22（1～2樓） 38（3～5樓，7～16樓） 4（6樓） | 542                | 屋宇建設委員會建築師 | 有成建築 | 英國通用電氣-快而安         | 蒂森克虏伯 （2021年起更換）         |
| 恆安樓（第11座） | 舊長型 （中央走廊式）           | 1966年   | 14   | 16                                          | 224                | 屋宇建設委員會建築師 | 有成建築 | 英國通用電氣-快而安         | 蒂森克虏伯 （2021年起更換）         |

粗體表示該樓宇牽涉26座問題公屋醜聞，其混凝土強度未達高層單位20.7MPa或低層單位31MPa的標準，但遲至1990年代才被揭發，由於情況並不嚴重，故此一直未列入「整體重建計劃」。

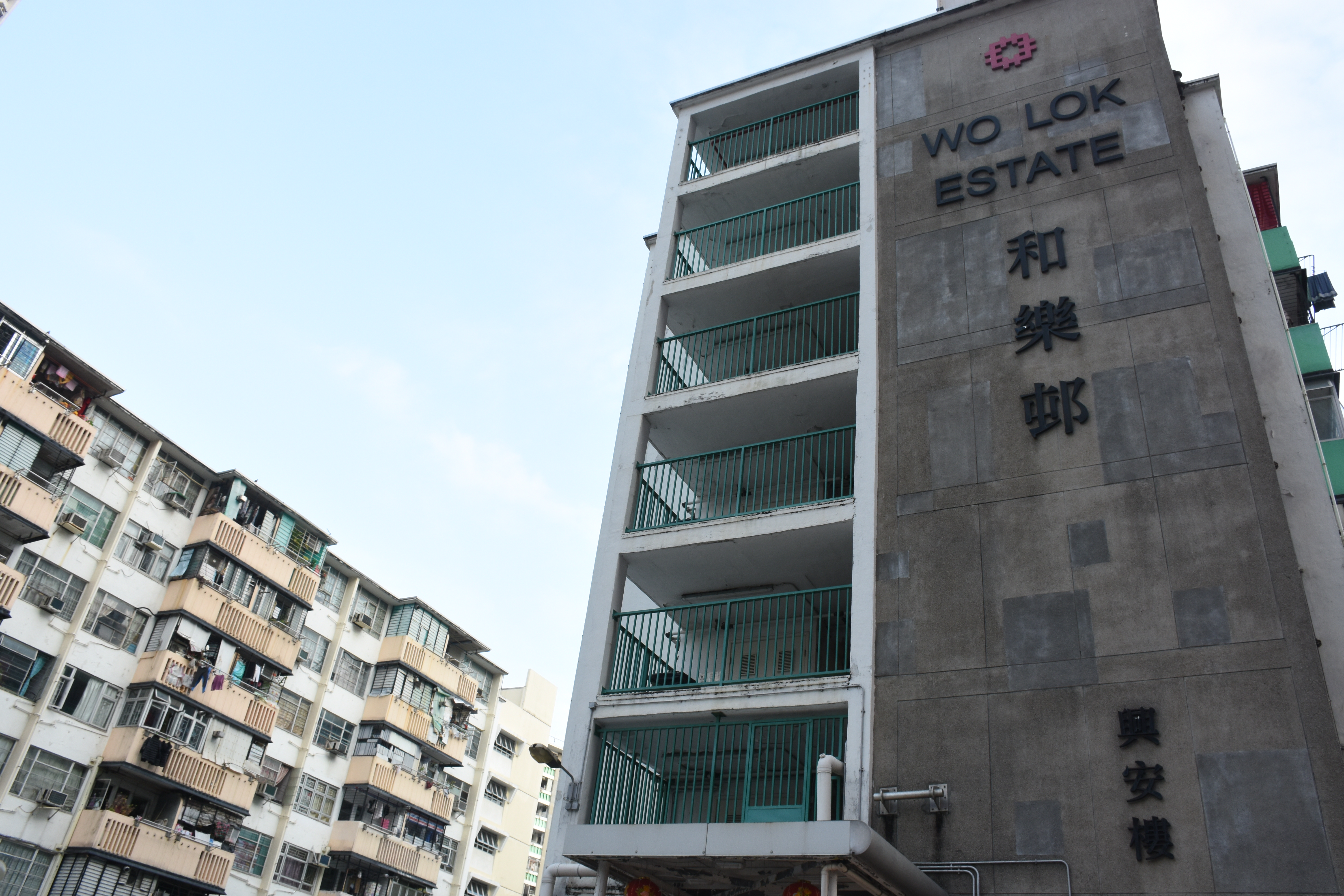
長安樓及興安樓側面
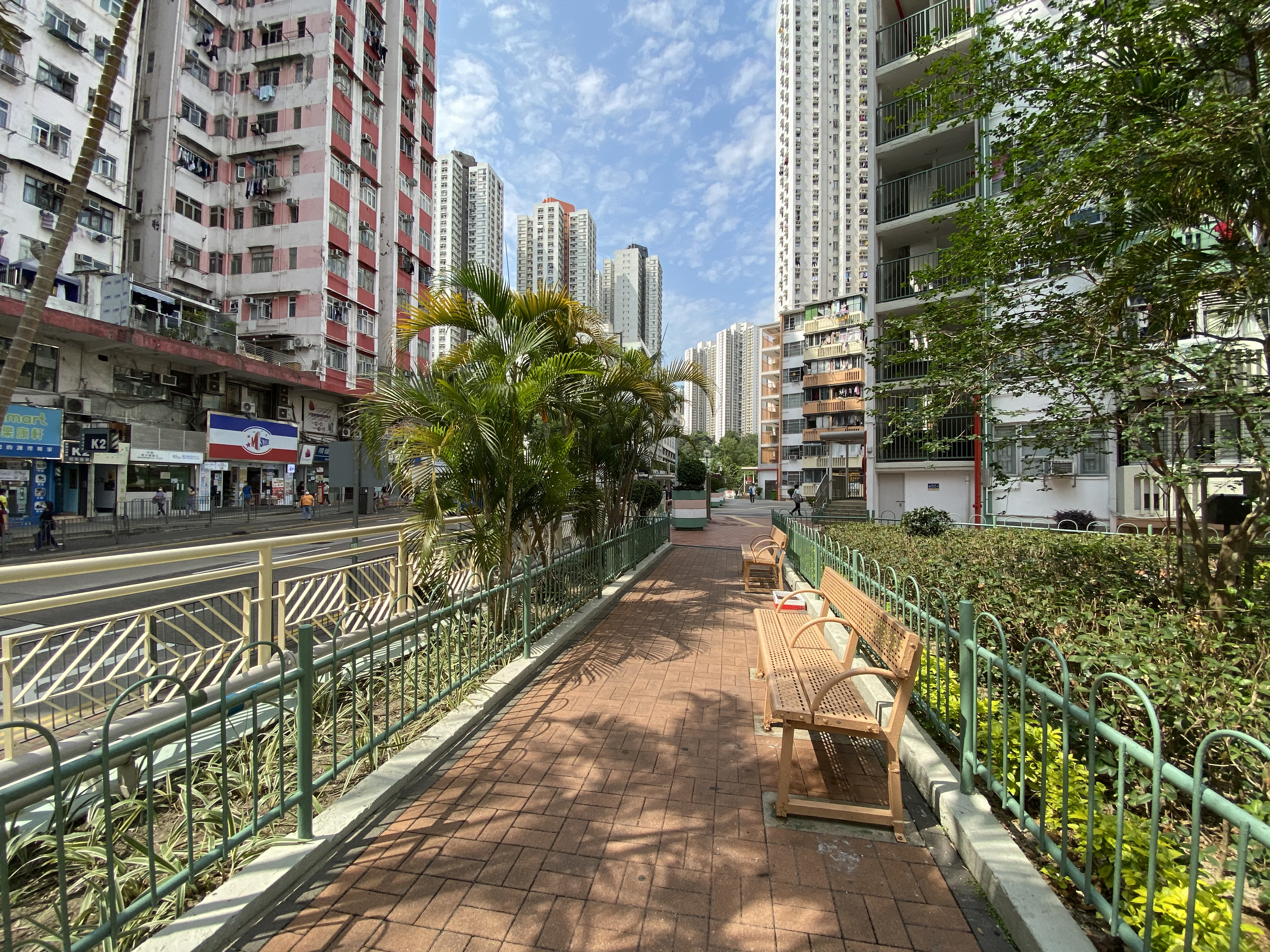
面向協和街的休憩區
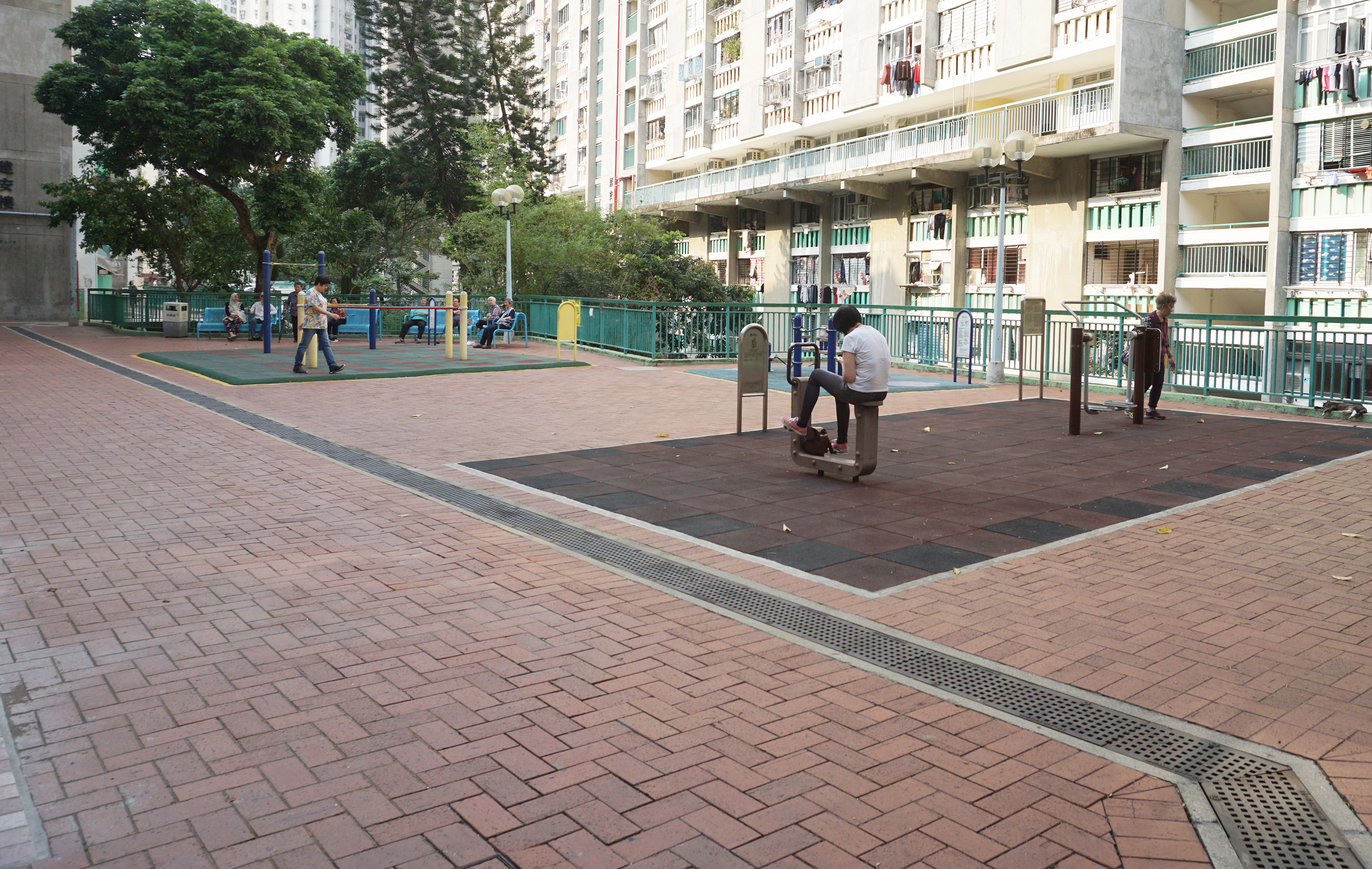
健體區（2）
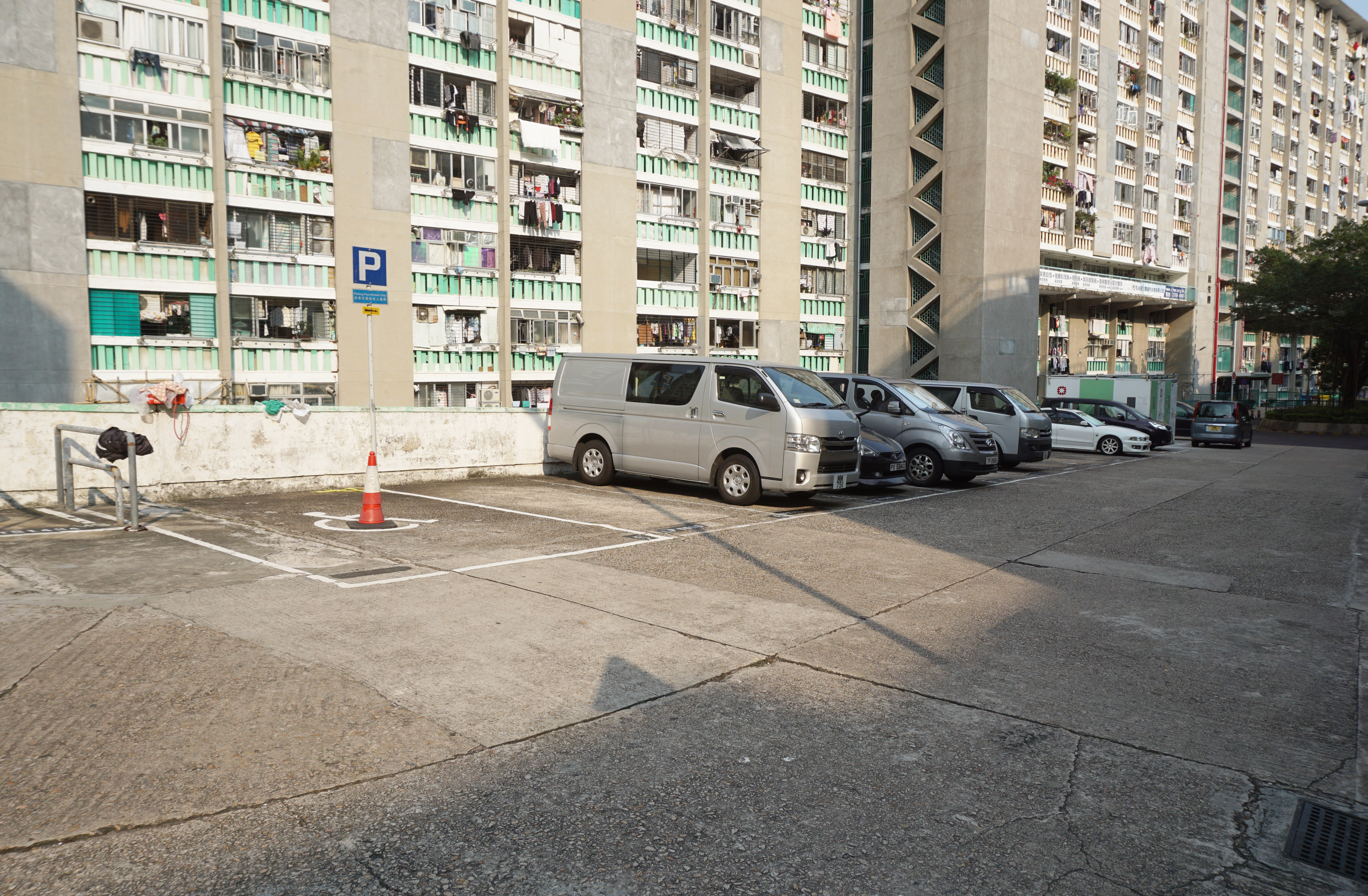
停車場

## 暫無意重建和樂邨
2013年7月3日，時任運輸及房屋局局長張炳良表示，和樂邨於2005年納入勘察計劃，於2007年完成勘察。根據結構狀況，和樂邨獲選定得以保留，有關部門並且制定了所需要的修葺及改善工程。至今，本邨仍未有重建計劃。

## 外部連結
- 房委會物業位置及資料 和樂邨（页面存档备份，存于）
- 房委會物業位置及資料 福來邨 （页面存档备份，存于）